# 彼得·特伦普
彼得·特伦普（德語：Peter Trump，1950年12月3日—），德国男子曲棍球运动员。他曾代表西德参加1972年和1976年夏季奥林匹克运动会曲棍球比赛，其中1972年奥运会获得一枚金牌。